# Тяжёлое противотанковое ружьё 2,8 см PzB 41
2,8 cm schwere Panzerbüchse 41 (сокр. s.Pz.B.41, sPzB 41, s.PzB.41, произносится как швэрэ панцэрбюксэ и переводится как 2,8-см тяжёлое противотанковое ружьё 41) — немецкая артиллерийская система периода Второй мировой войны. В Вермахте она классифицировалась как тяжёлое противотанковое ружьё, но в то же время обладала всеми конструктивными особенностями артиллерийского орудия — достаточно крупным калибром, лафетом, противооткатными устройствами, невозможностью переноски силами одного человека. Поэтому в советских и американских документах военного времени s.Pz.B.41 относили к противотанковым пушкам; авторы современных публикаций на артиллерийскую тематику, в том числе и немецкие, в основном разделяют эту точку зрения.
Отличительной особенностью s.Pz.B.41 являлось использование конического канала ствола, что позволило резко увеличить начальную скорость снаряда и бронепробиваемость по сравнению с традиционной конструктивной схемой противотанковых пушек малого калибра при сохранении относительно небольших габаритов и массы артиллерийской системы. Орудия этого типа серийно выпускались с 1940 по 1943 год и использовались подразделениями вермахта, войск СС и Люфтваффе вплоть до окончания Второй мировой войны.

## История

### Предпосылки и создание

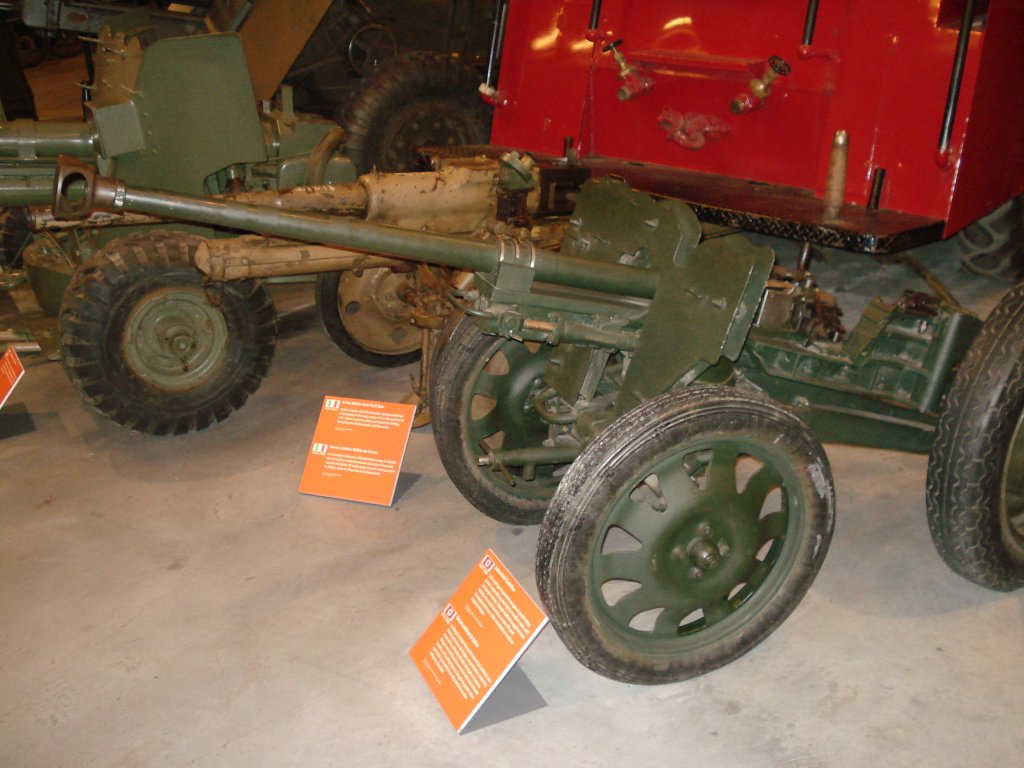
2,8 cm s.Pz.B.41 в канадском военном музее, Оттава

Изобретателем оружия с коническим каналом ствола считается немецкий профессор Карл Пуфф, запатентовавший в 1903 году ружьё с таким типом ствола и специальную пулю для него. Идея Пуффа была развита другим немецким инженером, Германом Герлихом, который в 1920—1930-х годах провёл ряд экспериментов в Германском испытательном институте ручного огнестрельного оружия в Берлине, а также в Великобритании и США. Герлих предложил совместить конический участок ствола с цилиндрическими участками в дульной и казённой частях, а также сделать нарезы с глубиной, уменьшающейся к дульному срезу. Сконструированное Герлихом опытное 7-мм противотанковое ружьё «Хальгер-ультра» имело начальную скорость пули 1800 м/с.
К концу 1930-х годов, когда вооружённые силы нацистской Германии уже представляли собой сформированные и боеспособные войска с устоявшимися доктриной применения и материальной частью, стала определённой и область применения новой технологии. Немецкие пехотные подразделения на уровне от взвода до батальона в качестве противотанковых средств имели 7,92-мм противотанковые ружья и 37-мм противотанковые пушки. Первые не обладали достаточной поражающей мощью, а вторые, по ряду причин, не совсем удовлетворяли руководство легкопехотных и горных войск вермахта, а также парашютных войск люфтваффе. Для воздушных и водных десантов, действий на сильно пересечённой местности требовалась лёгкая, высокомобильная и желательно разборная противотанковая артиллерийская система с достаточно мощным бронепробивным действием. Применение схемы с коническим каналом ствола позволило воплотить эту идею в реальность.
Работы над лёгким противотанковым орудием с коническим каналом ствола были начаты фирмой «Маузер» (Mauser) в конце 1939 года. Изначально орудие, имевшее индексы «Gerät 231» и «MK.8202», разрабатывалось как универсальная (пехотная и противотанковая) автоматическая пушка, оснащённая 18-зарядным магазином. Однако в ходе разработки было решено отказаться от данной концепции и создать однозарядный вариант оружия с коническим стволом, причём только для противотанковых нужд. Согласно ряду немецких источников, этой работой занималась фирма «Рейнметалл» (Rheinmetall). В июне — июле 1940 года первая партия из 30 орудий прошла испытания на полигоне в Куммерсдорфе, после завершения которых артиллерийская система была принята на вооружение и запущена в серийное производство. Существует версия, что при создании орудия немецкими инженерами использовались элементы конструкции 29/20-мм пушки Ларсена, созданной для французской армии и испытывавшейся с 1937 года.

### Производство и дальнейшее совершенствование орудия
2,8 cm s.Pz.B.41 серийно производились с 1940 года по сентябрь 1943 года на заводе фирмы «Маузер» в городе Оберндорф-на-Неккаре. Главной причиной прекращения производства являлся дефицит вольфрама для изготовления сердечников бронебойных снарядов. Стоимость одного орудия составляла 4520 рейхсмарок. Для своей массы в 229 кг артиллерийская система s.Pz.B.41 была достаточно дорого́й; для сравнения, стоимость 37-мм противотанковой пушки Pak 36 массой 440 кг составляла 5730 рейхсмарок, а для 50-мм Pak 38 массой 830 кг — 10 600 рейхсмарок.
Боеприпасы для орудия производились также с 1940 по 1943 год, причём бронебойных снарядов было произведено более чем в 3 раза больше, чем осколочных.
| Производство s.Pz.B.41 и снарядов для них |       |       |       |       |        |
| Продукция \ Год                           | 1940  | 1941  | 1942  | 1943  | Итого  |
| 2,8 cm s.Pz.B.41, шт.                     | 94    | 349   | 1030  | 1324  | 2797   |
| осколочные снаряды, тыс. шт.              | —     | 9,2   | 373,3 | 130,1 | 512,6  |
| бронебойные снаряды, тыс. шт.             | 156,2 | 889,5 | 270,0 | 278,1 | 1602,8 |

|       | 1     | 2     | 3     | 4     | 5     | 6     | 7     | 8     | 9     | 10    | 11    | 12    | Всего |
| ----- | ----- | ----- | ----- | ----- | ----- | ----- | ----- | ----- | ----- | ----- | ----- | ----- | ----- |
| 1940  |       |       |       |       |       |       | 30    | 60    |       |       |       |       | 90    |
| 1941  |       | 10    | 26    | 25    | 56    | 40    | 33    | 10    | 60    | 21    |       | 58    | 339   |
| 1942  | 53    | 38    | 34    | 73    | 22    | 120   | 136   | 22    | 96    | 137   | 154   | 149   | 1034  |
| 1943  | 225   | 200   | 200   | 200   | 156   | 158   | 137   |       | 48    |       |       |       | 1324  |
| Всего | Всего | Всего | Всего | Всего | Всего | Всего | Всего | Всего | Всего | Всего | Всего | Всего | 2787  |

В 1942 году был создан танковый вариант орудия — 2,8/2 cm KwK.42, выпущенный ограниченной установочной серией в 24 орудия. В 1941 году начались работы над созданием орудия с коническим каналом ствола более крупного калибра, завершившиеся принятием на вооружение пушки 4,2 cm Pak 41. Другие разработки, такие как 37/27-мм пушка schwere Panzerbüchse 42 и 42/27-мм Panzerbüchse 42/27, остались на стадии испытания опытных образцов.

### Служба и боевое применение

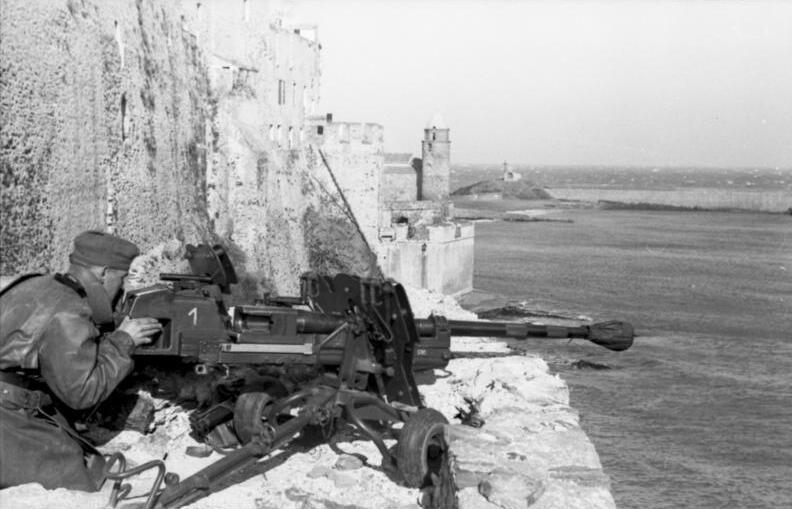
2,8 cm s.Pz.B.41 на боевой позиции

s.Pz.B.41 поступала в самые различные части — пехотные, лёгкие пехотные, моторизованные, горнопехотные и егерские дивизии вермахта и войск СС, а также парашютные и авиаполевые дивизии люфтваффе. Часть орудий поступила в дивизионы истребителей танков — например, в июне 1941 года 654-й дивизион истребителей танков, действовавший в составе группы армий «Центр», имел на вооружении 32 пушки Pak 35/36 и 4 пушки s.Pz.B.41.
В четырёх лёгких пехотных дивизиях (97-й, 99-й — 101-й), созданных в ноябре — декабре 1940 года, в противотанковых батальонах вместе 20 3,7-см Pak 35/36 и по 4 тяжёлых противотанковых ружья — по 2 моторизованные роты противотанковых пушек.
На 1 июня 1941 года вермахт располагал 183 такими орудиями, использовавшимися с начала Великой Отечественной войны. Видимо, их имел в виду К. К. Рокоссовский в своих воспоминаниях «Солдатский долг»:

Если немцы увидели такую новую нашу технику, как КВ, то и мы кое-что у них обнаружили, а именно — новые образцы противотанковых ружей, пули которых прошивали наши танки старых типов. Провели испытание, убедились, что специальными пулями из этих ружей пробивается и бортовая броня Т-34. Захваченную новинку срочно отправили в Москву.

На 1 июня 1942 года в войсках их числилось 315 штук. s.Pz.B.41 активно использовались вплоть до окончания войны, последние случаи боевого применения относятся к Берлинской операции. Помимо боёв на восточном фронте, известно о применении этого орудия в боях в Северной Африке и на западном фронте в 1944—1945 годах. Баллистические возможности орудия позволяли ему бороться с лёгкими, а в благоприятных условиях также со средними и даже тяжёлыми танками противника (например, зарегистрирован случай пробития снарядом s.Pz.B.41 нижнего лобового листа тяжёлого танка ИС-2). В ноябре 1944 года в вермахте было 1336 s.Pz.B.41, в апреле 1945 года ещё оставалось 853 орудия (775 в войсках и 78 на складах). Часть орудий была установлена на бронетранспортёры Sd.Kfz.250 (получившаяся модификация имела наименование Sd.Kfz.250/11) и бронеавтомобили Sd.Kfz.221.

## Описание конструкции
Конструктивно s.Pz.B.41 представляет собой лёгкое противотанковое орудие с коническим каналом ствола. Основными частями орудия являются ствол с казёнником и затвором, люлька с противооткатными устройствами, верхний станок, нижний станок с успокоителем и станинами, щитовое прикрытие, колёсный ход с подрессориванием, прицельные приспособления.

### Ствол и противооткатные устройства
Ствол орудия нарезной, моноблочной технологии изготовления, имеет массу в 37 кг вместе с дульным тормозом. Особенностью конструкции ствола является наличие конической части — в её начале диаметр ствола (по полям нарезов) равен 28 мм, в конце, у дульного среза — 20 мм. Такая конструкция ствола обеспечивает значительное увеличение давления в канале ствола при выстреле и соответственно достижение высокой начальной скорости (1400 м/с), но требует применения снарядов специальной конструкции со сминаемыми поясками. Ствол состоит из трубы, казённика и дульного тормоза. Труба состоит из задней цилиндрической и передней конической частей. Внутри трубы имеется канал, состоящий из каморы, соединительного конуса и нарезной части. Камора служит для размещения гильзы патрона, её объём составляет 0,171 дм³. С помощью соединительного конуса камора сообщается с нарезной частью конического очертания. Длина нарезной части составляет 1270 мм, в ней имеется 12 нарезов. Живучесть нарезной части ствола невелика и составляет 500 выстрелов.
Дульный тормоз однокамерный, навинчивается на дульную часть трубы и стопорится контргайкой. Функция дульного тормоза заключается в поглощении части энергии отката путём отвода части пороховых газов через боковые окна специальной формы. Казённик служит для помещения затвора и связи ствола с противооткатными устройствами. Труба ствола соединяется с казёнником замком сухарного типа, позволяющим при необходимости осуществить быструю замену трубы ствола в полевых условиях. Для фиксации трубы в казённике имеется специальная защёлка.
Орудие оснащается горизонтальным клиновым четвертьавтоматическим затвором (открывается вручную, закрывается автоматически при досылке патрона). Затвор состоит из запирающего, взводящего, стреляющего, выбрасывающего механизмов, а также включает в себя предохранитель от затяжных выстрелов и предохранитель спуска. Выстрел производится с помощью рычага спускового механизма.
Противооткатные устройства смонтированы в люльке под стволом на салазках. При выстреле ствол откатывается вместе с салазками, нормальная длина отката составляет 241 мм, предельная — 280 мм. Противооткатные устройства представлены гидравлическим тормозом отката и пружинным накатником. К задней части люльки крепится противовес, предназначенный для уравновешивания качающейся части орудия. Конструктивно он выполнен в виде металлической детали с рукоятками, держась за которые наводчик производит наведение орудия на цель. Качающаяся часть орудия включает в себя ствол с затвором, противооткатные устройства и люльку с салазками.
Артиллерийская система комплектуется прицельными приспособлениями двух типов: открытым прицелом с целиком и мушкой, постоянным на все дальности, и оптическим прицелом ZF 1×11 от противотанковой пушки Pak 35/36.

### Лафет

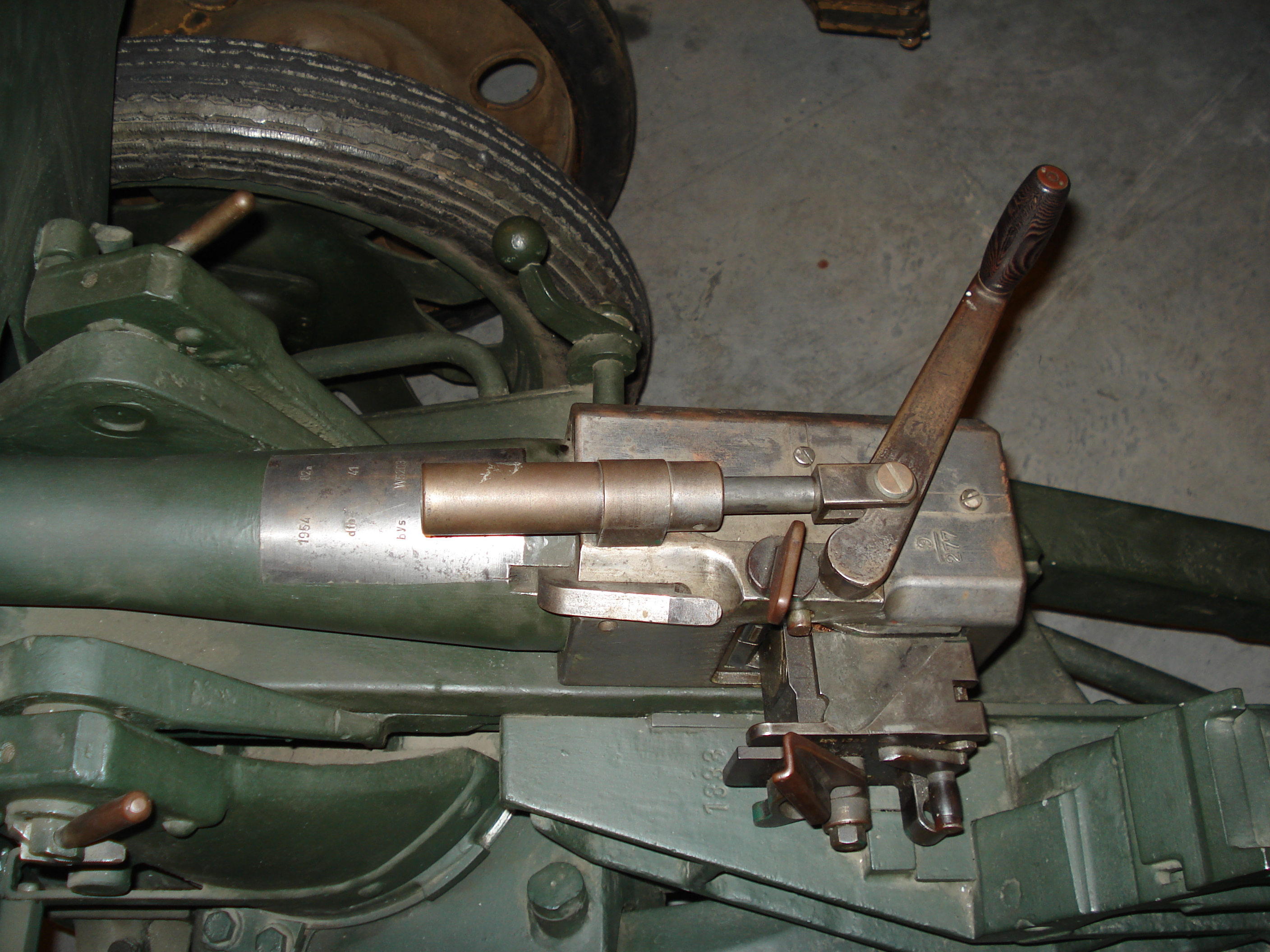
Вид сверху на казённую часть орудия

Орудие имеет лафет с раздвижными станинами, образованный верхним и нижним станками. На цапфах верхнего станка размещается качающаяся часть орудия, также к нему крепятся щитовое прикрытие и успокоитель. Все вместе эти конструктивные элементы составляют вращающуюся часть орудия, которая соединяется с нижним станком при помощи шарового погона. Механизмов вертикального и горизонтального наведения артиллерийская система не имеет, наведение осуществляется поворотами вращающейся и качающейся частей пушки вручную.
Успокоитель предназначен для гашения колебаний ствола при стрельбе и наводке, состоит из литого корпуса с вентильными устройствами, двух крышек, штока с двумя поршнями и головки штока с защелкой. Щитовое прикрытие, предназначенное для защиты расчёта от пуль, мелких осколков и ударных волн от близких разрывов, образуют два параллельно расположенных броневых листа толщиной 4 мм каждый с зазором в 35 мм между ними. Такая конструкция, реализованная по принципу разнесённого бронирования, обеспечивает лучшую стойкость против бронебойных пуль и мелких осколков снарядов по сравнению с одним броневым листом той же геометрической формы и массы. Помимо основного щита, в районе казённика к люльке крепится небольшой дополнительный щиток, также из двух параллельных броневых листов.
К нижнему станку, частью которого являются две станины с сошниками, крепится подрессоренный колёсный ход. Соединение колёсного хода со станком осуществлено с помощью штыря со стопором. Колёса хода железные дисковые, с резиновыми шинами, заполненными губчатым каучуком. Наличие подрессоривания позволяет буксировать орудие со скоростью до 40 км/ч.
Особенностью орудия является возможность ведения огня как с колёс, так и непосредственно с нижнего станка. В последнем случае колёсный ход снимается (что занимает 30—40 секунд), а расчёт располагается в положении лёжа. При необходимости орудие безо всякого инструмента легко разбирается на 5 частей: щитовое прикрытие (20 кг), ствол с дульным тормозом (37 кг), люлька с противооткатными устройствами, казёнником, затвором и противовесом (45 кг), колёсный ход с рессорой (62 кг), верхний и нижний станки со станинами (57 кг).

### Классификация
В вермахте 2,8 cm s.Pz.B.41 официально классифицировалось как тяжёлое противотанковое ружьё. В то же время в официальных изданиях, выпущенных Главным артиллерийским управлением РККА, официальных американских изданиях времён войны, а также в современных источниках, в том числе немецких, оно классифицируется как артиллерийское орудие.
Действительно, данная система оружия имеет следующие конструктивные признаки артиллерийского орудия:
- достаточно крупный калибр (28 мм);
- использование боеприпасов, классифицируемых (в том числе и в самом вермахте) как снаряды (а не пули)[2][23];
- наличие ведущих поясков (точнее, центрирующих конусных выступов) на снаряде[20][24];
- наличие лафета с раздвижными станинами, колёсным ходом, щитовым прикрытием;
- наличие противооткатных устройств;
- значительная (для противотанкового ружья) масса, не позволяющая переносить систему без разборки расчётом;
- расчёт из 3—5 номеров (расчёт противотанкового ружья обычно состоит из двух человек);

С противотанковым ружьём систему роднит только отсутствие механизмов вертикальной и горизонтальной наводки, которая осуществлялась непосредственно качанием ствола и разворотом вращающейся части орудия наводчиком. В то же время такого рода способ наведения характерен и для некоторых артиллерийских орудий небольшого калибра, в частности для пушек, монтируемых на тумбовых установках. Модификация орудия, предназначенная для установки на бронетехнику, официально классифицировалась как танковая пушка — 2,8/2 cm KwK 42.

## Модификации

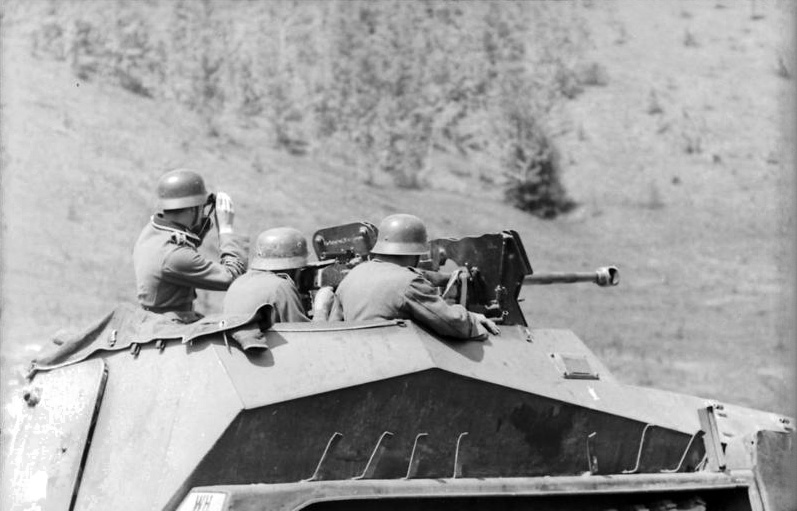
Орудие s.Pz.B.41 устанавливалось на бронетранспортёры Sd.Kfz.250

- 2,8 cm schwere Panzerbüchse 41 — исходный вариант орудия с подрессоренным колёсным ходом, предназначавшийся для моторизованных подразделений. Характерной его особенностью было наличие лафета с отделяемым колёсным ходом, причём стрельба была возможна и при установленном колёсном ходе, и без него. В первом случае масса системы составляла около 223 кг, во втором — около 162 кг. Со снятым колёсным ходом был возможен круговой обстрел, углы вертикальной наводки находились в пределах от −15° до +25°. Для перемещения механической тягой орудие сцеплялось с так называемой «пехотной тележкой» Infanteriekarre 8. Однако скорость возки такой сцепки была недостаточно высокой из-за малого размера колёс её составляющих, поэтому практиковалась погрузка системы целиком в «специальный прицеп», дозволяющий буксировку с максимальной скоростью, развиваемой тягачом[1][2][3].
- 2,8 cm schwere Panzerbüchse 41 mit leichter Feldlafette (сокр. s.PzB.41 le.Fl.41, sPzB 41 leFl 41) — специальная модификация для парашютных частей. После изготовления 90 единиц в исходном варианте проведённые испытания показали, что система не соответствует поставленным перед ней требованиям. С 91-го экземпляра её серийное производство продолжилось с установкой ствольной группы на совершенно новый лафет. От своей начальной разновидности эта модификация отличалась уменьшенной до 139 кг (по другим данным — до 147 кг) массой за счёт отказа от подрессоривания, колёс, в ряде случаев — от щита, а также широкого использования в конструкции лёгких сплавов. Для перемещения орудия силами расчёта предусматривались два съёмных катка малого диаметра, без них масса системы уменьшалась до 118 кг, а её высота — с 720 мм до 500 мм. Лафет новой конструкции — треножного типа, обеспечивающий круговое горизонтальное наведение и вертикальное наведение в пределах от −15° до +25°. Для транспортировки орудия использовался «специальный прицеп» Sonderanhänger 32/3 массой 85 кг и с шириной колеи 1050 мм, который производился фирмой G. Lindner AG в Аммендорфе поблизости от города Галле (в настоящее время Аммендорф является городским районом Галле)[2][3].
- вариант орудия для установки на бронетранспортёры Sd.Kfz.250/11 и бронеавтомобили Sd.Kfz.221[12].
- 2,8/2 cm Kampfwagenkanone 42 (сокр. 2,8/2 cm KwK 42) — танковый вариант орудия. Его характерным отличием являлся хромированный изнутри ствол, что позволило увеличить его живучесть до 1000 выстрелов. Была выпущена установочная серия из 24 орудий, информация об их использовании отсутствует[2].

## Боеприпасы и баллистика

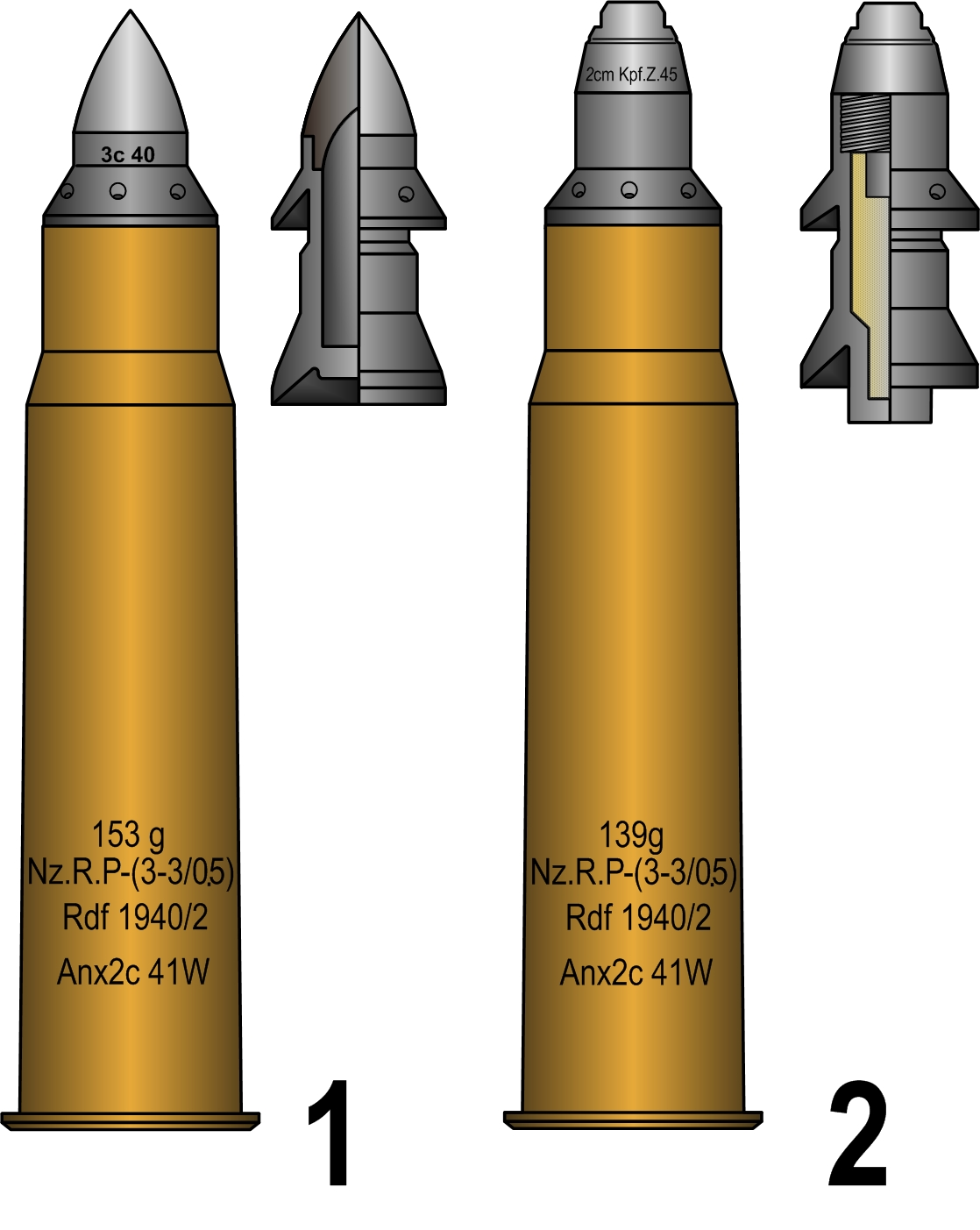
Боеприпасы к 2,8 cm schwere Panzerbüchse 41:
1. Бронебойный подкалиберный снаряд
2. Осколочный снаряд

Выстрелы s.Pz.B.41 комплектуются в виде унитарного патрона с гильзой 28×188 мм (с закраиной). Ассортимент боеприпасов артиллерийской системы представлен пятью типами выстрелов, из них всего два типа боевых — с бронебойным подкалиберным снарядом (масса выстрела 630 г) и с осколочным снарядом (масса выстрела 600 г). Длина обоих типов выстрелов составляет 221 мм. Гильза латунная цельнотянутая, диаметр фланца 47,5 мм, масса гильзы 240 г. Воспламенение заряда осуществляется при помощи капсюльной втулки C/13 nA или C/13 nA St. Метательный заряд состоит из пироксилинового зернёного пороха марки Nz.R.P. массой 140 г для выстрела с осколочным снарядом и 155 г — для выстрела с бронебойным снарядом. Выстрелы транспортировались в металлических лотках по 12 штук в каждом. Масса лотка с выстрелами 11,5 кг.
Бронебойный подкалиберный снаряд 2,8 cm Pzgr.41 состоит из сердечника, оболочки и баллистического наконечника. Длина снаряда 64 мм, масса 124 г (по другим данным — 131 г). Сердечник изготовлен из твёрдого металлокерамического сплава на основе карбида вольфрама, содержит около 91 % вольфрама. Масса сердечника 50 г, длина 35 мм, диаметр 10 мм. Оболочка изготавливается из мягкой стали и имеет два центрирующих кольцевых конусных выступа, которые при движении снаряда по коническому каналу обжимаются и врезаются в его нарезы, обеспечивая вращательное движение снаряда на полёте. При движении по стволу выступы постепенно сминаются, и диаметр снаряда уменьшается. Благодаря такой конструкции снаряда, давление в канале ствола при выстреле весьма значительно и достигает 3800 кгc/см². Баллистический наконечник из магниевого сплава ввинчивался в оболочку после посадки сердечника. При ударе снаряда о броню баллистический наконечник и оболочка разрушаются, а сердечник пробивает её. Для учебных стрельб существовал практический выстрел 2,8 cm Panzergranatpatrone 41 (Üb).
Осколочный снаряд 2,8 cm SprGr.41 имеет стальной корпус с двумя центрующими кольцевыми конусными выступами и фигурной каморой. Длина снаряда 69 мм, масса 93 г (по другим данным — 85 г). Разрывной заряд состоит из двух шашек прессованного, флегматизированного ТЭНа общей массой 5 г. Взрыватель 2 cm Kpf.Z.45 головной мгновенного действия не предохранительного типа, масса взрывателя 9,5 г. Поражающее действие осколочных снарядов очень слабое, стрельба ими велась только в крайних случаях для самообороны расчётов.
Остальными двумя типами боеприпасов к s.Pz.B.41 были учебно-тренировочные 2,8 cm Exerzierpatrone и холостые 2,8 cm Platzpatrone.
| Патрон                | Тип                       | Масса | Дульная скорость | Угол (от поверхности брони) | 100 м | 300 м | 400 м | 500 м | 1000 м |
| --------------------- | ------------------------- | ----- | ---------------- | --------------------------- | ----- | ----- | ----- | ----- | ------ |
| 2,8-cm Pzgr. Patr. 41 | Бронебойный подкалиберный | 124 г | 1430 м/с         | 60°                         | 52 мм | 46 мм | -     | 40 мм | -      |
| 2,8-cm Pzgr. Patr. 41 | Бронебойный подкалиберный | 124 г | 1430 м/с         | 90°                         | 94 мм | -     | 40 мм | 66 мм | 25 мм  |

| Номенклатура боеприпасов                       |                 |                   |             |                         |                                     |
| Тип                                            | Индекс          | Масса снаряда, кг | Масса ВВ, г | Начальная скорость, м/с | Дальность табличная максимальная, м |
| Бронебойные подкалиберные снаряды              |                 |                   |             |                         |                                     |
| Бронебойный подкалиберный снаряд               | 2,8 cm PzGr.41  | 0,124—0,131       | —           | 1430                    | 500                                 |
| Осколочные снаряды                             |                 |                   |             |                         |                                     |
| Осколочная граната с взрывателем 2 cm Kpf.Z.45 | 2,8 cm SprGr.41 | 0,085—0,093       | 5           | 1400                    | 1000                                |

| Таблица бронепробиваемости для 2,8 cm s.Pz.B.41                                                                          |                          |
| Подкалиберный бронебойный снаряд 2,8 cm PzGr.41                                                                          |                          |
| Дальность, м | При угле встречи 90°, мм |
| 100 | 94                       |
| 500 | 66                       |
| Приведённые данные относятся к немецкой методике определения пробивной способности снарядов по гомогенной катаной брони. |                          |

| Таблица бронепробиваемости для 2,8 cm s.Pz.B.41 |                          |
| Подкалиберный бронебойный снаряд 2,8 cm PzGr.41 |                          |
| Дальность, м | При угле встречи 60°, мм |
| 100 | 52                       |
| 300 | 46                       |
| 500 | 40                       |
| Приведённые данные относятся к советской методике расчёта пробивной способности (для снарядов военного времени это формула Жакоб де-Марра для цементированной брони с коэффициентом K = 2400). |                          |

## Оценка проекта
Немецкие пушки с коническим каналом ствола были шедевром конструкторской мысли. Производство таких орудий требовало высочайшей производственной культуры и самых современных технологий. Опытные работы по орудиям такого типа велись в ряде стран, но серийно пушки с коническим каналом ствола производились лишь в Германии, Франции (29/20-мм пушка Ларсена) и Великобритании (конический адаптер Littlejohn к 40-мм пушкам QF 2 pounder). В СССР пушку такого типа в 1940 году пыталось создать конструкторское бюро под руководством В. Г. Грабина, но все усилия привели лишь к изготовлению одного дефектного опытного образца; создать орудие с коническим каналом ствола советским конструкторами удалось лишь после Великой Отечественной войны на базе трофейных немецких образцов.
Основными достоинствами s.Pz.B.41 по сравнению с традиционными противотанковыми пушками являются:
- высокая начальная скорость (для начала 1940-х годов начальная скорость 1400 м/с превышала верхнюю границу артиллерийских скоростей) и, соответственно, высокие для своего калибра значения бронепробиваемости;
- небольшая масса орудия (особенно модификации s.Pz.B.41 le.Fl.41), что позволяло легко перемещать орудие силами расчёта и использовать его в условиях труднопроходимой местности;
- малые размеры (особенно со снятым колёсным ходом), значительно повышающие выживаемость орудия на поле боя и сильно облегчающие его размещение на боевой позиции и маскировку;
- возможность разборки на части;
- высокая точность стрельбы за счёт большой начальной скорости и хорошей настильности траектории.

Основные недостатки s.Pz.B.41:
- низкая живучесть ствола (порядка 500 выстрелов, на орудиях первых серий всего 250 выстрелов; для сравнения, живучесть ствола 37-мм пушки Pak 35/36 составляла около 5000 выстрелов[27]). Однако в реальной боевой обстановке вероятность выживания пушки, сделавшей 500 выстрелов по танкам с близкой дистанции, невелика;
- слабое действие осколочного снаряда;
- использование в бронебойных снарядах дефицитного вольфрама;
- низкая технологичность производства ствола;
- относительно невысокая эффективная дальность стрельбы (до 500 м);
- недостаточное заброневое действие бронебойного снаряда;
- наличие демаскирующего при стрельбе дульного тормоза.

Баллистические возможности s.Pz.B.41 позволяли ему в течение войны уверенно поражать лёгкие танки противника с дистанции 500 м и менее (за исключением верхнего лобового листа корпуса советского лёгкого танка Т-70, установленного со значительным углом наклона). Средние танки, такие как советский Т-34 и американский «Шерман», уверенно поражались в борт и башню, а английский «Кромвель» (за исключением поздних модификаций с усиленным бронированием) — и в лоб. На близких дистанциях (100 м и менее) немецкое орудие могло пробивать броню и тяжёлых танков противника.
| Характеристики бронирования танков СССР, США и Великобритании периода Второй мировой войны |                                           |                                           |                                           |                                           |                                           |                           |                           |                |                |                  |                  |
| Характеристика                                                                             | Т-26                                      | Т-70                                      | Т-34                                      | КВ-1                                      | ИС-2                                      | М3                        | М4                        | Valentine V    | Matilda II     | Crusader III     | Cromwell IV      |
| Страна                                                                                     | Союз Советских Социалистических Республик | Союз Советских Социалистических Республик | Союз Советских Социалистических Республик | Союз Советских Социалистических Республик | Союз Советских Социалистических Республик | Соединённые Штаты Америки | Соединённые Штаты Америки | Великобритания | Великобритания | Великобритания   | Великобритания   |
| Тип                                                                                        | лёгкий танк                               | лёгкий танк                               | средний танк                              | тяжёлый танк                              | тяжёлый танк                              | лёгкий танк               | средний танк              | пехотный танк  | пехотный танк  | крейсерский танк | крейсерский танк |
| Год поступления в войска                                                                   | 1932                                      | 1942                                      | 1940                                      | 1940                                      | 1944                                      | 1941                      | 1942                      | 1942           | 1940           | 1942             | 1943             |
| Бронирование лба корпуса, мм                                                               | 15                                        | 35 (72)                                   | 45 (90)                                   | 75 (87)                                   | 120 (139)                                 | 38 (40)                   | 50 (89)                   | 60             | 78             | 32 (37)          | 57 (62)          |
| Бронирование борта корпуса, мм                                                             | 15                                        | 15                                        | 45 (52)                                   | 75                                        | 90 (93)                                   | 25                        | 38                        | 50             | 70 (81)        | 27               | 32               |

Сравнение орудия с аналогами затруднено, поскольку серийные противотанковые пушки с коническим каналом ствола за пределами Германии имелись лишь во Франции, где в 1940 году была выпущена небольшая (около 50 шт.) партия 29/20-мм пушек Ларсена, имевших близкую с s.Pz.B.41 начальную скорость 1400 м/с, но значительно более лёгкие боеприпасы. Пушка Ларсена размещалась на лафете французской 25-мм противотанковой пушки 25 AC 37, имевшей массу около 300 кг.
Аналогичные s.Pz.B.41 функции лёгкой противотанковой системы выполняли противотанковые пушки калибра 20—37 мм, универсальные (зенитно-противотанковые) автоматические пушки калибра 20—25 мм, а также тяжёлые противотанковые ружья калибра 20 мм.
| Характеристики лёгких противотанковых орудий и тяжёлых ПТР периода Второй мировой войны |                       |                       |                       |                       |                                      |                                           |                                               |                       |
| Характеристика                                                                          | s.Pz.B.41             | Pak 35/36             | 29/20mm Larsen        | 25 mm Hotchkiss       | M/40 Madsen                          | ЧК-М1                                     | Тип 98                                        | Solothurn S-18/1100   |
| Страна                                                                                  | Нацистская Германия   | Нацистская Германия   | Франция               | Франция               | Дания                                | Союз Советских Социалистических Республик | Япония                                        | Швейцария             |
| Назначение и тип                                                                        | противотанковая пушка | противотанковая пушка | противотанковая пушка | противотанковая пушка | автоматическая противотанковая пушка | авиадесантная противотанковая пушка       | автоматическая противотанковая/зенитная пушка | противотанковое ружьё |
| Калибр, мм/длина ствола, клб                                                            | 28(20)/62(86)         | 37/45                 | 29(20)/?              | 25/72                 | 20/60                                | 37/63                                     | 20/70                                         | 20/72                 |
| Масса в боевом положении, кг                                                            | 229                   | 480                   | ?                     | 300                   | 160                                  | 217                                       | 268                                           | 52                    |
| Масса бронебойного снаряда, г                                                           | 125                   | 685/355               | 90                    | 320                   | 158                                  | 758/610                                   | 162                                           | 143/100               |
| Начальная скорость бронебойного снаряда                                                 | 1430                  | 762/1030              | 1400                  | 920                   | 775                                  | 865/955                                   | 830                                           | 830/1050              |
| Максимальный угол ГН, град                                                              | 70                    | 60                    | ?                     | 60                    | ?                                    | 45                                        | 360                                           | 360                   |

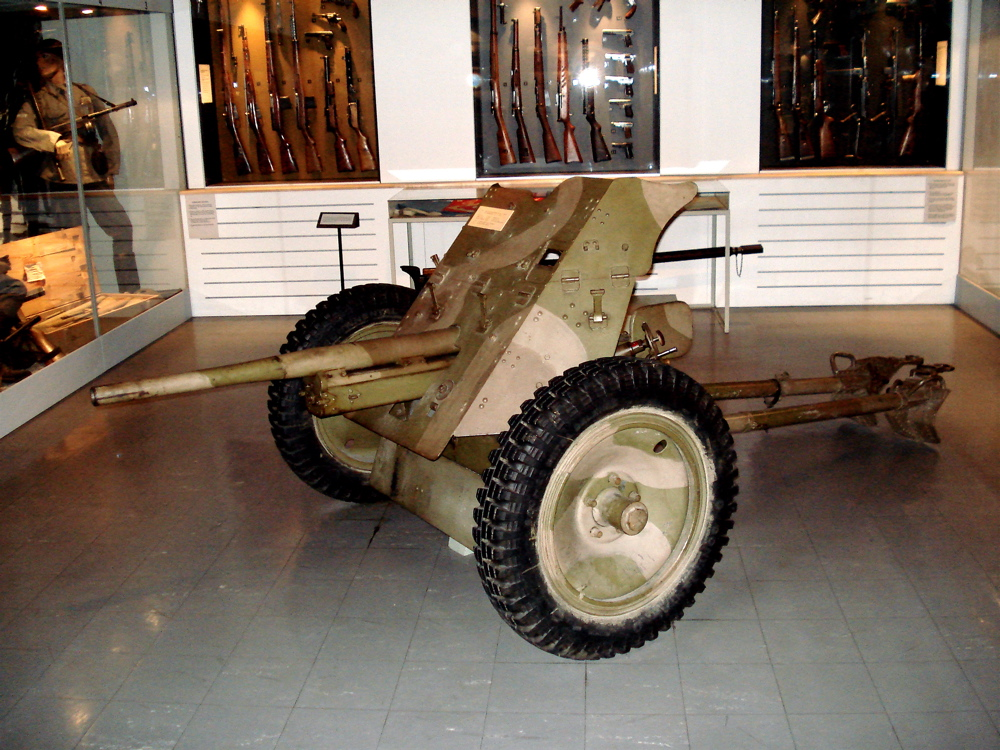
37-мм пушка Pak 35/36
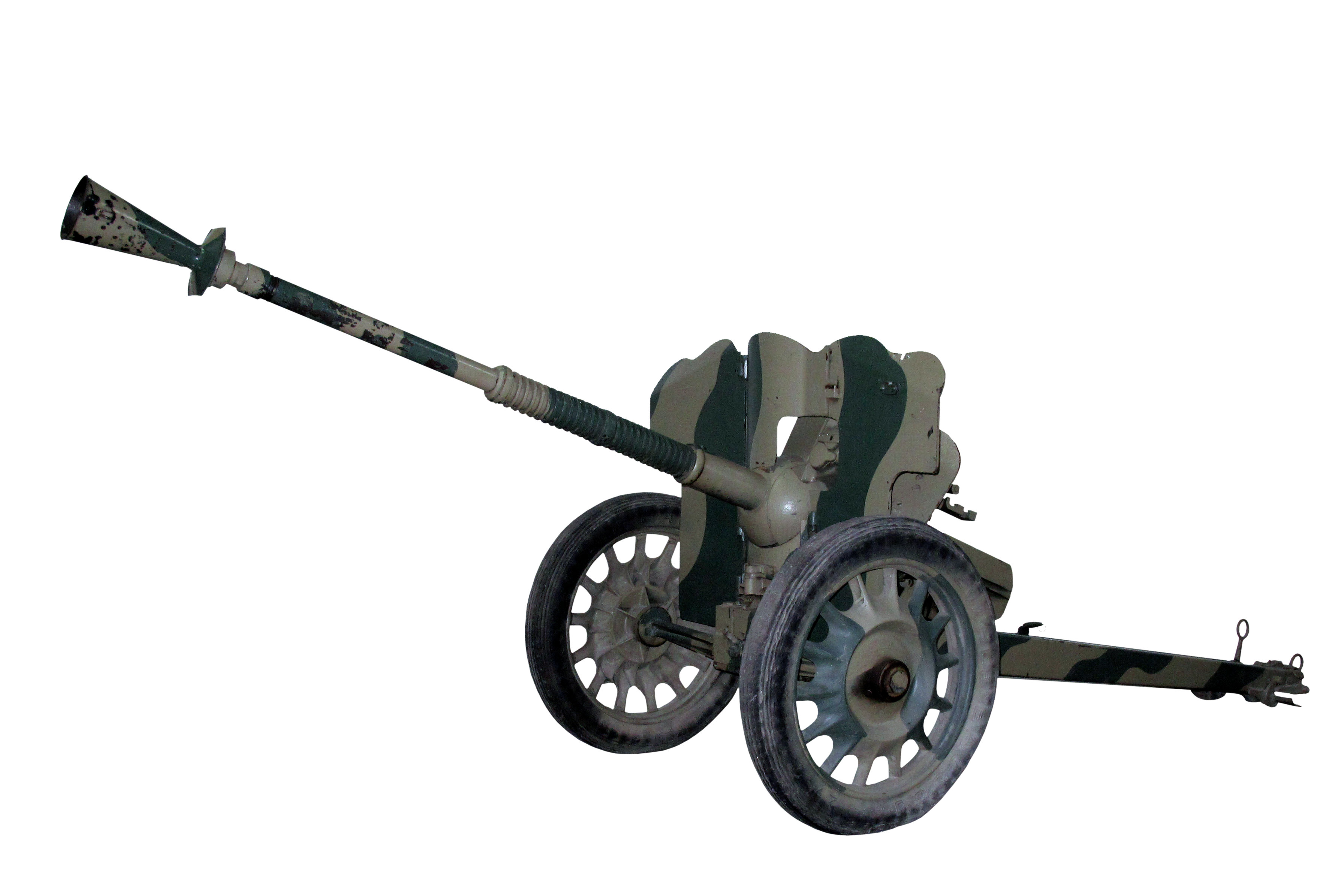
25-мм пушка AC 37
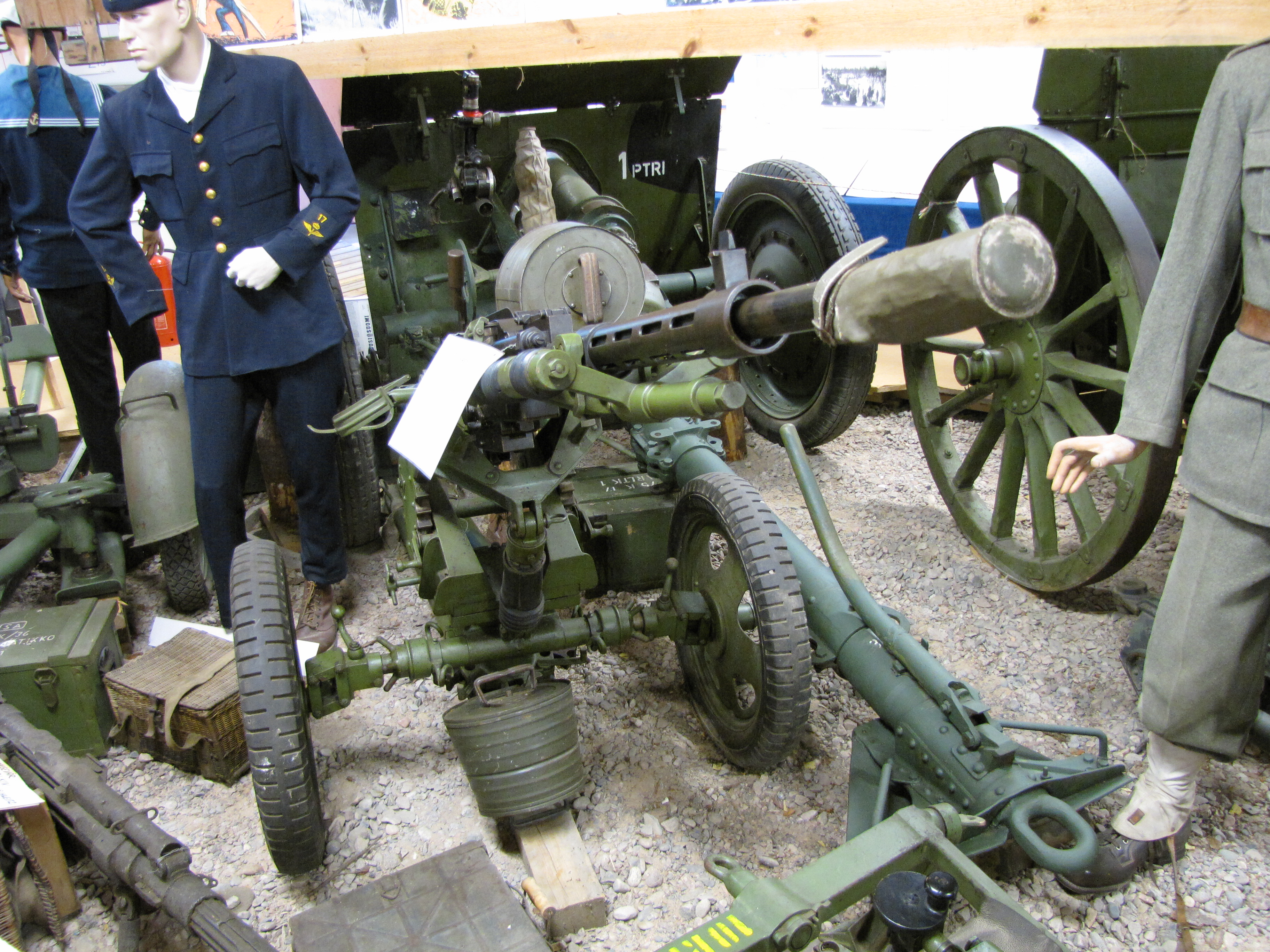
20-мм пушка Мадсена
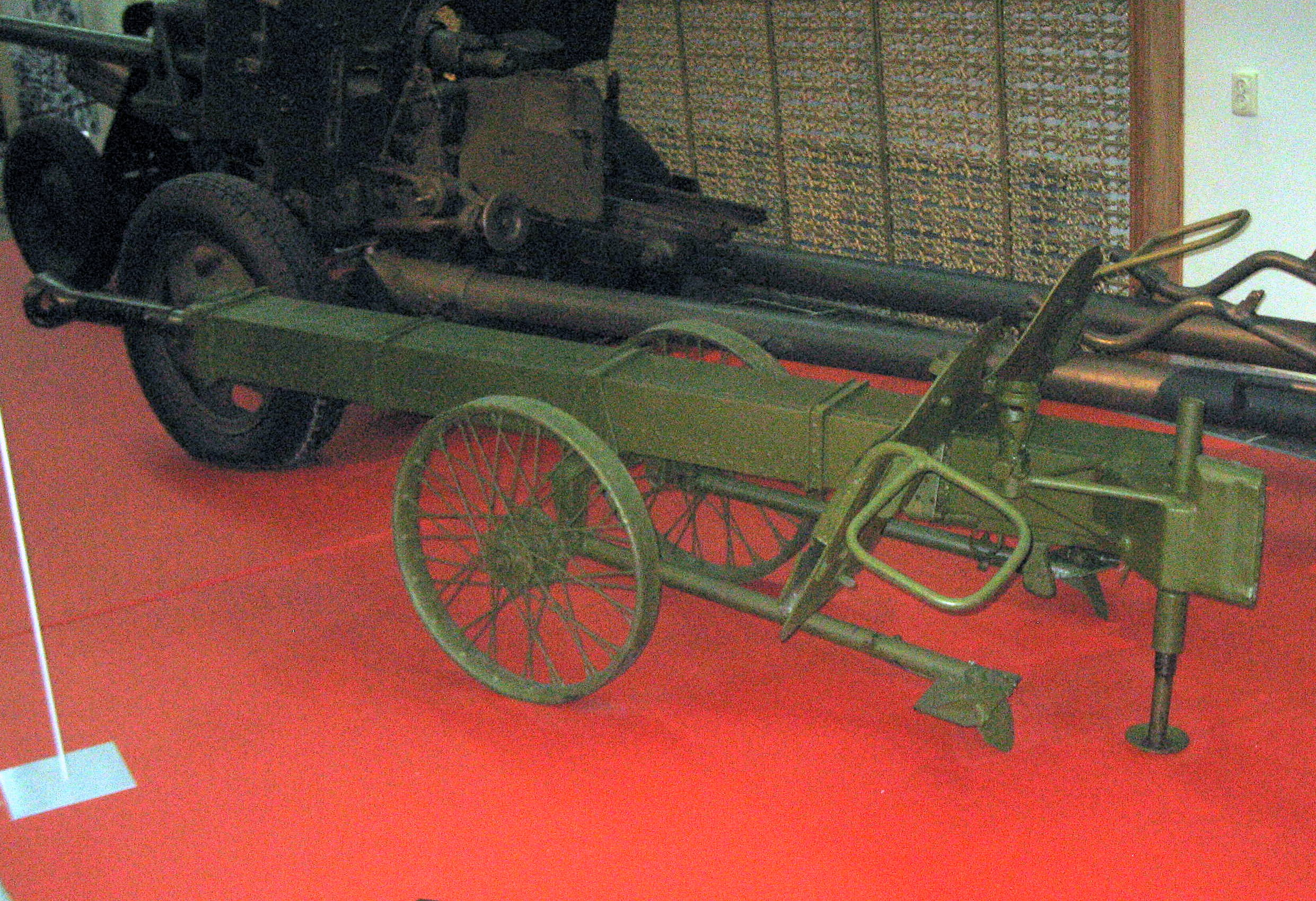
37-мм пушка ЧК-М1
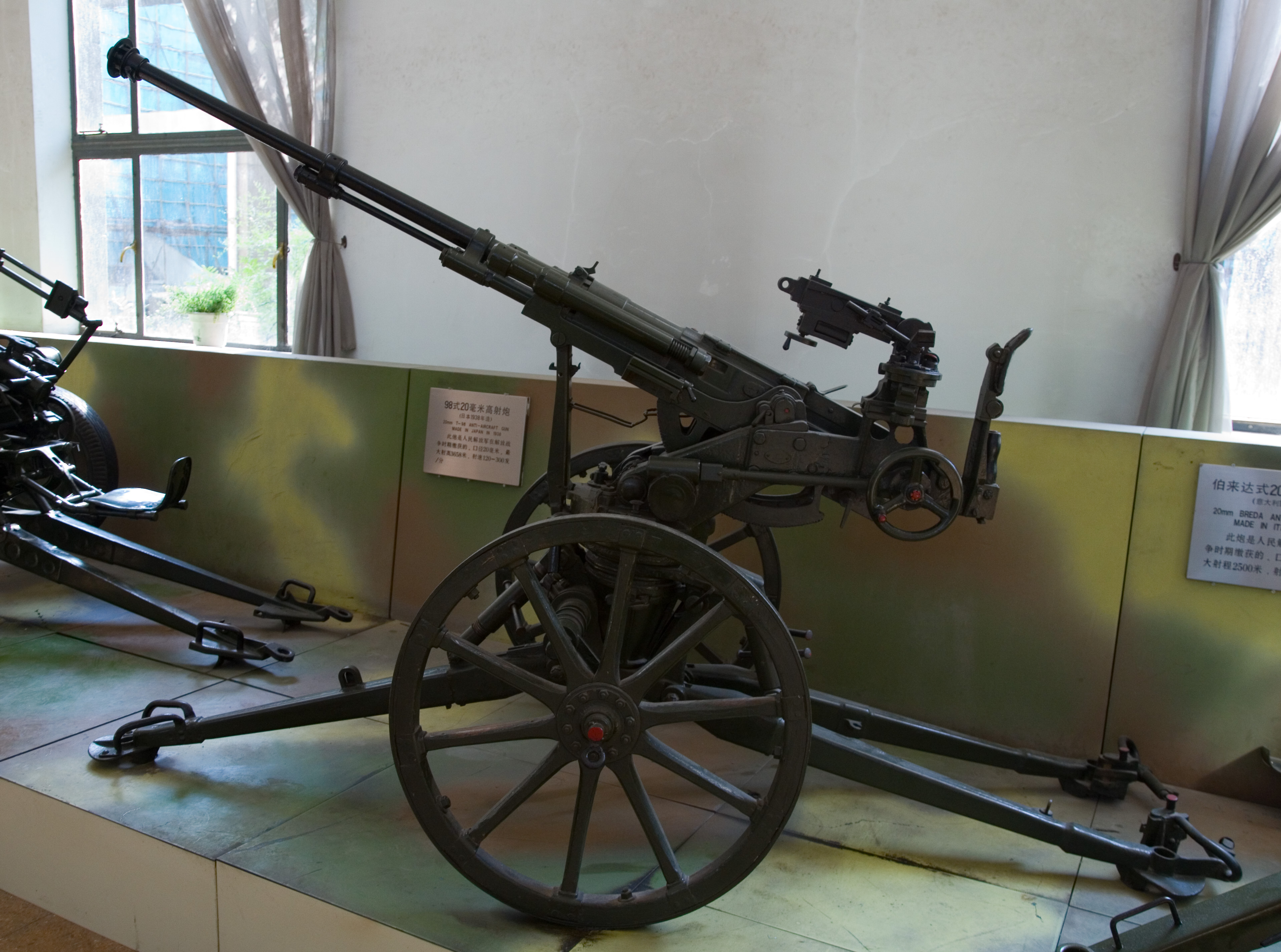
20-мм пушка «Тип 98»
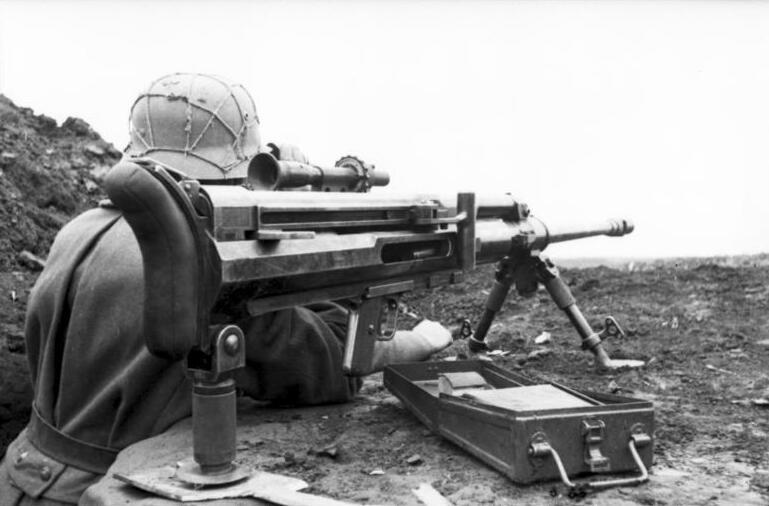
20-мм противотанковое ружьё S-18/1000

Широко распространённые в 1930-х годах противотанковые пушки калибра 37 мм, типичным представителем которых является немецкая Pak 35/36, при использовании подкалиберных снарядов имеют близкие или даже более слабые по сравнению с s.Pz.B.41 показатели бронепробиваемости. Так, согласно используемой в СССР методике расчёта бронепробиваемости, Pak 35/36 при стрельбе подкалиберным снарядом PzGr.40 по броневой плите, установленной под углом 60°, на дистанции 300 м пробивала 38 мм брони, а на дистанции 100 м — 62 мм; в аналогичных условиях s.Pz.B.41 пробивала броню толщиной 46 и 52 мм соответственно. При этом Pak 35/36 приблизительно в два раза тяжелее обычного варианта s.Pz.B.41 и в 3,5 раза — авиадесантного, при существенно бо́льших габаритах.
Преимуществом Pak 35/36 является лучшее заброневое действие бронебойных снарядов, наличие более эффективного осколочного снаряда и на порядок бо́льшая живучесть ствола, что позволяло использовать орудие не только как противотанковое, но и как пехотное.
Противотанковые пушки калибра 20—25 мм, сравнение s.Pz.B.41 с которыми наиболее адекватно, получили относительно небольшое распространение. Находящаяся в этой группе французская 25-мм пушка Canon de 25 mm antichar Modèle 1937 Puteaux (AC 37) на 70 кг тяжелее s.Pz.B.41 при более слабой бронепробиваемости; осколочного снаряда французская пушка не имела. Другое орудие этой группы, принятая на вооружения ряда стран 20-мм автоматическая пушка Мадсена выгодно отличалась небольшой массой (160 кг), возможностью ведения автоматического огня (использовались 40- и 60-зарядные магазины) и наличием осколочного снаряда. В то же время пушка Мадсена имела довольно слабую баллистику и соответственно бронепробиваемость (порядка 25 мм на 100 м), что позволяло ей бороться только с лёгкими танками, бронеавтомобилями и бронетранспортёрами.
В 1930-х годах широкое распространение получили лёгкие автоматические зенитные пушки калибра 20—25 мм. Хотя их основной задачей являлась борьба с авиацией противника, в армиях некоторых стран (например, в японской и итальянской) на данные орудия возлагались и противотанковые задачи, в связи с чем такие пушки считались универсальными — противотанково-зенитными. Типичным представителем таких орудий является японская 20-мм пушка «Тип 98». По сравнению с s.Pz.B.41 японская пушка является несколько более тяжёлой и имеющей бо́льшие размеры, а также значительно более слабую баллистику и соответственно бронепробиваемость. Преимуществами японского орудия являются возможность ведения автоматического огня и неограниченный угол горизонтального наведения.
Тяжёлые противотанковые ружья калибра 20 мм получили ограниченное распространение и представлены несколькими моделями, разработанными в Швейцарии, Японии и Финляндии. Их типичным представителем является ружьё S18-1100 швейцарской фирмы «Solothurn» (г. Золотурн), разработанное под патрон 20×138 мм и принятое на вооружение вермахта и итальянской армии. По сравнению с s.Pz.B.41 швейцарское ружьё имело относительно небольшую массу и могло переноситься расчётом из 2 человек, а также имело возможность ведения автоматического огня. В то же время и эта модель, и другие противотанковые ружья значительно уступали s.Pz.B.41 по баллистическим характеристикам.

## Сохранившиеся экземпляры

2,8 cm s.Pz.B.41 в компьютерной игре «Искусство войны. Курская дуга»

s.Pz.B.41 можно увидеть в канадском военном музее в Оттаве (вариант для моторизованных подразделений на лафете с раздвижными станинами), а также в музее военной техники во французском Сомюре (модификация для парашютных войск, орудие экспонируется установленным на отделяемый колёсный ход).

## В массовой культуре
Сборные пластиковые модели s.Pz.B.41 в масштабе 1:35 выпускаются фирмой Bronco Models (в комплект поставки входят модели облегчённого варианта орудия, отделяемого колёсного хода и тележки для транспортировки пушки) и фирмой Eduard (вариант пушки для моторизованных подразделений с раздвижными станинами).
Также данное орудие присутствует в наборе танковых аксессуаров, выпускаемом фирмой Italeri, кит № 6424 — модификация sPzB 41 leFL 41.
В компьютерных играх
- s.Pz.B.41 можно увидеть в варгейме «Искусство войны. Курская дуга», входящего в получившую высокие оценки критиков за реалистичность серию игр «Искусство войны»[40].
- s.Pz.B.41 представлено в онлайн-игре War Thunder, установленное на бронеавтомобиле Sd.Kfz.221.
- s.Pz.B.41 представлено в Steel Division 2.

### Сноски
1. ↑  Если броня расположена под наклоном, в скобках указана эффективная толщина брони с учётом наклона. Следует учитывать, что процесс взаимодействия снаряда с наклонной бронёй носит сложный характер, зависящий от многих параметров, таких как тип и качество изготовления снаряда, его масса и скорость при столкновении, физические свойства и химический состав брони
2. ↑  При наличии подкалиберного снаряда его характеристики указываются через дробь.
3. ↑  Горизонтального наведения.